# والتر بي. باروز
والتر بي. باروز (بالإنجليزية: Walter Bradford Barrows)‏ هو عالم طيور أمريكي، ولد في 10 يناير 1855 في ويليسلي (ماساتشوستس) في الولايات المتحدة، وتوفي في 26 فبراير 1923.